# Risonanza orbitale

La risonanza di Laplace dei satelliti di Giove: Ganimede, Europa e Io

Nella meccanica celeste, la risonanza orbitale avviene quando due corpi orbitanti hanno periodi di rivoluzione tali che il loro rapporto è esprimibile in frazioni di numeri interi piccoli. Quindi i due corpi esercitano, l'un l'altro, una regolare influenza gravitazionale. Questo fenomeno può stabilizzare le orbite e proteggerle da perturbazioni gravitazionali. Per esempio:
- Plutone, e alcuni piccoli corpi celesti chiamati plutini, sono salvati dall'espulsione da una risonanza 2:3 con Nettuno. Tre rivoluzioni di Nettuno corrispondono esattamente a due rivoluzioni di Plutone.
- Gli asteroidi troiani si possono considerare protetti da una risonanza 1:1 con Giove.[1]

La risonanza orbitale può anche destabilizzare una delle orbite. Per esempio:
- Ci sono una serie di zone quasi vuote nella fascia di asteroidi chiamate lacune di Kirkwood, dove gli asteroidi sarebbero in risonanza orbitale con Giove, che ne causerebbe l'espulsione.

Una risonanza di Laplace avviene quando tre o più corpi hanno rapporti di periodi orbitali esprimibili in numeri interi. Per esempio, le lune di Giove, Ganimede, Europa e Io, sono in risonanza orbitale 1:2:4.

## Tipi di risonanza
Un corpo in orbita compie un movimento attorno al corpo principale, di massa maggiore, con moto ellittico più o meno eccentrico; se due di essi girano attorno a un centro comune, come due pianeti attorno alla propria stella, può succedere che il tempo delle loro rivoluzioni stia in un rapporto di numeri interi (2:1, 3:2 e così via) (cioè detto in risonanza di moto medio).

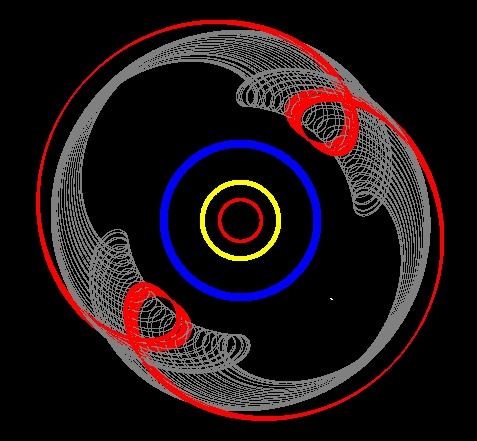
Risonanza di oggetti trans-nettuniani

Ne consegue che le reciproche influenze gravitazionali si manifestano con un andamento periodico: aumentano quando i corpi si avvicinano e diminuiscono quando si allontanano; se poi queste forze raggiungono un valore significativo, può accadere che le stesse orbite possano subire modificazioni e cambiare, fino a che l'influsso sia cessato, e a volte il corpo di maggior massa tende a scacciare il corpo minore dalle zone considerate; in altre circostanze l'influenza non è significativa e i corpi entrano in una risonanza stabile modificando le reciproche traiettorie che sono compensate da modifiche contrarie incontrate durante la rivoluzione.
Quando invece tre o più corpi possiedono periodi di rivoluzione esprimibili in rapporti di numeri interi e consecutivi si ha la risonanza di Laplace; affinché le relazioni siano rispettate occorre prendere in considerazione la precessione del pericentro (ad esempio il perigiovio per i corpi orbitanti attorno a Giove). Per esempio i satelliti di Giove, Ganimede, Europa e Io sono in risonanza 1:2:4. Anche i pianeti extrasolari Gliese 876e, Gliese 876b e Gliese 876c sono in risonanza orbitale 1:2:4 (con periodi di 124,3; 61,1 e 30,0 giorni).
Se la precessione al perielio di due corpi è sincronizzata si ha la risonanza secolare. Quando un corpo celeste di piccole dimensioni entra in risonanza secolare con uno più grande (come ad esempio un pianeta), la precessione del più piccolo (di solito la precessione del pericentro o del nodo ascendente) si allineerà con quella del più grande. Nel corso di milioni di anni, la risonanza secolare cambierà l'inclinazione orbitale e l'eccentricità del corpo più piccolo.
Alcuni importanti esempi di risonanza secolare hanno interessato Saturno. Una risonanza tra la precessione dell'asse di rotazione di Saturno e quella dell'asse orbitale di Nettuno (entrambe con un periodo di 1,87 milioni di anni) viene ritenuta la probabile causa dell'elevata inclinazione assiale di Saturno che è di 26,7°. Inizialmente Saturno doveva avere un'inclinazione simile a quella di Giove (3,1°). Il graduale impoverimento della fascia di Kuiper avrebbe diminuito la velocità di precessione dell'orbita di Nettuno. Alla fine le frequenze si accoppiarono e la precessione assiale di Saturno fu catturata in una risonanza spin-orbita che portò a un aumento della sua obliquità, in quanto il momento angolare dell'orbita di Nettuno è 104 volte quello dello spin di Saturno e pertanto domina l'interazione.
Quando l'eccentricità e l'inclinazione di un'orbita oscillano in maniera sincrona si instaura una risonanza di Kozai, per la quale all'aumentare dell'eccentricità diminuisce l'inclinazione e viceversa. Questo tipo di risonanza si può osservare solamente in orbite fortemente inclinate, le quali successivamente divengono instabili perché il pericentro del relativo pianeta diminuisce progressivamente.

## Osservazioni sui movimenti di risonanza nel sistema solare
| Giove   | Ganimede | 7,15  | 4 |
| Giove   | Europa   | 3,55  | 2 |
| Giove   | Io       | 1,77  | 1 |
|         |          |       |   |
| Saturno | Dione    | 2,74  | 2 |
| Saturno | Encelado | 1,37  | 1 |
|         |          |       |   |
| Saturno | Teti     | 1,89  | 4 |
| Saturno | Mimas    | 0,94  | 2 |
|         |          |       |   |
| Saturno | Iperione | 21,28 | 4 |
| Saturno | Titano   | 15,95 | 3 |
|         |          |       |   |
| Sole    | Plutone  | 90613 | 3 |
| Sole    | Nettuno  | 60223 | 2 |

Moto preliminare di un candidato pianeta nano (2007OR10) con un periodo uguale all'orbita di Nettuno. Nettuno è fermo (bianco), la risonanza è di 10:3; Urano è in blu, Saturno in giallo, Giove in rosso.

- Giove e gli asteroidi troiani sono in risonanza 1:1 perciò sono sulla stessa orbita.[1]

- Gli anelli di Saturno hanno bande vuote causate da una risonanza orbitale con le sue lune più vicine; le particelle che erano qui presenti sono state spostate nelle zone più vicine a causa dell'attrazione che periodicamente hanno esercitato i satelliti.

Se consideriamo Io ed Europa con risonanza 2:1 si ha:
n = valore medio del moto perciò:
{\displaystyle n_{\rm {Io}}-2\cdot n_{\rm {Eu}}=0}
se si sostituiscono i valori delle lettere con i dati effettivi in nostro possesso non avremo uno zero come risultato ma -0,7395°/giorno; ciò è dovuto al fatto che non si considera la precessione del perigiovio {\displaystyle {\dot {\omega }}} (il perigiovio è il punto più vicino a Giove); infatti prendendo atto di questo avremo:
{\displaystyle n_{\rm {Io}}-2\cdot n_{\rm {Eu}}+{\dot {\omega }}_{\rm {Io}}=0}
In altre parole il moto medio di Io risulta di valore doppio rispetto a quello di Europa solo se si tiene conto della precessione del perigiovio.
Nel caso di Thetis e Mimas la risonanza è soddisfatta dall'equazione:
{\displaystyle 4\cdot n_{\rm {Th}}-2\cdot n_{\rm {Mi}}-\Omega _{\rm {Th}}-\Omega _{\rm {Mi}}=0}
dove ΩTh e ΩMi rappresentano le precessioni del perisaturnio dei due satelliti.
Se viene considerato il trio che coinvolge le lune Io, Europa e Ganimede, avremo la seguente relazione:
{\displaystyle \Phi _{L}=\lambda _{\rm {Io}}-3\cdot \lambda _{\rm {Eu}}+2\cdot \lambda _{\rm {Ga}}=180^{\circ }}
dove λ esprime la media della longitudine delle lune.